# Nihon
Nihon (Nh, łac. nihonium) – syntetyczny pierwiastek chemiczny, transuranowiec o liczbie atomowej 113. W układzie okresowym znajduje się w bloku p bezpośrednio pod talem, dlatego bywa nazywany nieoficjalnie eka-talem.

## Badania
1 lutego 2004 roku zespół złożony z rosyjskich naukowców ze Zjednoczonego Instytutu Badań Jądrowych w Dubnej oraz amerykańskich naukowców z Lawrence Livermore National Laboratory doniósł o wytworzeniu czterech atomów moskowu, które po rozpadzie utworzyły atomy nihonu. Izotop tego pierwiastka o najdłuższym czasie życia, 286113Nh, zaobserwowano w łańcuchu rozpadów jądra tenesu, również wytworzonego w Dubnej, w 2009 roku.
28 września 2004 roku zespół japońskich naukowców z instytutu Riken doniósł, że również odniósł sukces w syntetyzowaniu nihonu, uzyskując pojedynczy atom lżejszego izotopu tego pierwiastka, 278113Nh. W 2012 roku japońskiemu zespołowi udało się uzyskać kolejny atom tego izotopu, który rozpadł się przez szereg sześciu kolejnych rozpadów alfa, prowadzący do znanych izotopów. Jądro potomne 262105Db nie rozpadło się przez spontaniczne rozszczepienie jak poprzednim razem, ale przez emisję cząstki alfa, zgodnie z wcześniejszymi obserwacjami tego izotopu. To potwierdziło, że zsyntetyzowane jądro atomowe istotnie było jądrem pierwiastka 113.
20983Bi + 7030Zn → 279113Nh* → 278113Nh + 10n
W grudniu 2015 roku Międzynarodowa Unia Chemii Czystej i Stosowanej uznała, że prace zespołu z Riken spełniają kryteria wymagane dla uznania odkrycia pierwiastka 113; tym samym Japończycy uzyskali prawo do jego nazwania.

## Nazwa
Przed zatwierdzeniem ostatecznej nazwy stosowano nazwę systematyczną wynikającą z liczby atomowej – ununtrium. 28 listopada 2016 roku IUPAC nadała pierwiastkowi nazwę nihonium (Nh), akceptując propozycję jego odkrywców z Riken. Wywodzi się ona ze słowa Nihon oznaczającego Japonię. Komisja Terminologii Chemicznej Polskiego Towarzystwa Chemicznego zaproponowała dla tego pierwiastka nazwę polską – nihon.